# Gedung Sri Mulyo
Gedung Sri Mulyo is een bestuurslaag in het regentschap Mesuji van de provincie Lampung, Indonesië. Gedung Sri Mulyo telt 2055 inwoners (volkstelling 2010).